# Lethotremus
Lethotremus is een geslacht van straalvinnige vissen uit de familie van snotolven (Cyclopteridae). Het geslacht is voor het eerst wetenschappelijk beschreven in 1896 door Gilbert.

## Soorten
- Lethotremus awae Jordan & Snyder, 1902
- Lethotremus muticus Gilbert, 1896